# 1532 w literaturze
Wydarzenia literackie w 1532 roku.

## Nowe utwory
- polskojęzyczne
  - anonim – Psałterz albo Kościelne śpiewanie Króla Dawida

- obcojęzyczne
  - François Rabelais – Gargantua i Pantagruel (księga pierwsza)[1]

## Urodzili się
- Thomas Norton, angielski dramaturg